# Étienne Diemunsch
Étienne Diemunsch (* 10. April 1988 in Fay sur Lignon) ist ein ehemaliger französischer Triathlet und Duathlet. Er ist U23-Duathlon-Weltmeister auf der Kurzdistanz (2010, 2011) und Duathlon-Vizeweltmeister (2014).

## Werdegang
Étienne Diemunsch betreibt Triathlon seit seinem zehnten Lebensjahr.
2010 wurde er in Spanien Hochschul-Weltmeister Triathlon.
Mit dem französischen U23-Team wurde Diemunsch im Dezember 2010 Zweiter bei den Crosslauf-Europameisterschaften in Portugal.

2010 und erneut 2011 wurde er U23-Duathlon-Weltmeister auf der Kurzdistanz. In der Französischen Meisterschaftsserie startet er für das Team Sartrouville.
Im Mai 2014 wurde er in Spanien Vizeweltmeister Duathlon.

### Triathlon-Langdistanz seit 2016
Beim Embrunman startete Étienne Diemunsch im August 2016 erstmals auf der Triathlon-Langdistanz und belegte den sechsten Rang.
Bei seinem zweiten Start beim Ironman France belegte der damals 30-Jährige im Juni 2018 in Nizza als drittbester Franzose den achten Rang. Seit 2021 tritt er nicht mehr international in Erscheinung.
Étienne Diemunsch lebt in Clermont-Ferrand.

## Sportliche Erfolge
| Datum/Jahr    | Rang | Wettbewerb                                           | Austragungsort       | Zeit     | Bemerkung                                                                       |
| ------------- | ---- | ---------------------------------------------------- | -------------------- | -------- | ------------------------------------------------------------------------------- |
| 2. Juli 2017  | 5    | FRA Middle Distance Triathlon National Championships | Dijon                | 04:13:56 | Französische Meisterschaft Mitteldistanz                                        |
| 8. Mai 2016   | 1    | ITU Triathlon World Cup                              | Santa María Huatulco | 01:58:23 |                                                                                 |
| 19. Apr. 2016 | 1    | Cannes International Triathlon                       | Cannes               | 03:32:34 | Sieger auf der Mitteldistanz (2 km Schwimmen, 80 km Radfahren und 16 km Laufen) |
| 5. Okt. 2014  | 1    | ITU Triathlon World Cup                              | Cozumel              | 00:51:55 |                                                                                 |
| 7. Sep. 2014  | 1    | Triathlon de Gérardmer                               | Gérardmer            | 02:05:46 | Sieger auf der olympischen Distanz                                              |
| 27. Okt. 2013 | 3    | ITU Triathlon World Cup                              | Guatape              | 01:59:13 |                                                                                 |
| 25. Juli 2013 | 1    | Triathlon EDF Alpe d’Huez                            | Alpe d’Huez          | 01:54:19 | Sieger auf der olympischen Distanz                                              |
| 6. Nov. 2011  | 1    | ITU Triathlon World Cup                              | Guatape              | 00:57:15 |                                                                                 |
| 28. Mai 2010  | 1    | FISU World University Triathlon Championships        | Valencia             | 01:43:38 |                                                                                 |
| 3. Sep. 2006  | 7    | ITU Triathlon World Championship Junior Men          | Lausanne             | 00:59:42 |                                                                                 |
| 23. Juni 2006 | 7    | ETU Triathlon European Championship Junior Men       | Autun                | 01:01:08 |                                                                                 |

| Datum/Jahr    | Rang | Wettbewerb     | Austragungsort | Zeit       | Bemerkung                                             |
| ------------- | ---- | -------------- | -------------- | ---------- | ----------------------------------------------------- |
| 15. Aug. 2021 | 2    | Embrunman      | Embrun         |            | auf der Langdistanz                                   |
| 15. Aug. 2018 | 5    | Embrunman      | Embrun         | 10:05:33,3 | auf der Langdistanz                                   |
| 24. Juni 2018 | 8    | Ironman France | Nizza          | 08:56:25   |                                                       |
| 23. Juli 2017 | DNF  | Ironman France | Nizza          | –          | erster Ironman-Start; Rennabbruch nach der Raddistanz |
| 15. Aug. 2016 | 6    | Embrunman      | Embrun         | 10:13:01   |                                                       |

| Datum/Jahr    | Rang | Wettbewerb                                    | Austragungsort | Zeit     | Bemerkung                                                                     |
| ------------- | ---- | --------------------------------------------- | -------------- | -------- | ----------------------------------------------------------------------------- |
| 31. Mai 2014  | 2    | ITU Duathlon World Championships              | Pontevedra     | 01:50:39 | ITU Duathlon-Vizeweltmeister                                                  |
| 24. Sep. 2011 | 1    | ITU Duathlon World Championship U23           | Gijón          | 01:50:36 | U23-Duathlon-Weltmeister auf der Kurzdistanz                                  |
| 30. Apr. 2010 | 1    | ITU Duathlon World Championship U23           | Edinburgh      |          | U23-Duathlon-Weltmeister auf der Kurzdistanz                                  |
| 7. Okt. 2006  | 11   | ETU European Duathlon Championship Junior Men | Rimini         | 00:57:30 | Europameisterschaft Junioren (5 km Laufen, 20 km Radfahren und 2,5 km Laufen) |

| Datum/Jahr    | Rang | Wettbewerb                           | Austragungsort | Zeit | Bemerkung |
| ------------- | ---- | ------------------------------------ | -------------- | ---- | --- |
| 12. Dez. 2010 | 2    | Crosslauf-Europameisterschaften 2010 | Albufeira      |      | Zweiter Rang für das französische U23-Team (Sidi-Hassan Chahdi, Florian Carvalho, Abdelatif Hadjam und Etienne Diemunsch) |

(DNF – Did Not Finish)